# Tweede Kamerverkiezingen in het kiesdistrict Nijmegen (1888-1918)

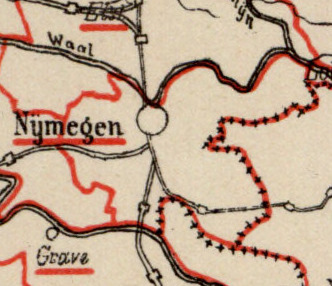
Kiesdistrict Nijmegen (1888)

Tweede Kamerverkiezingen in het kiesdistrict Nijmegen (1888-1918) geeft een overzicht van verkiezingen voor de Nederlandse Tweede Kamer in het kiesdistrict Nijmegen in de periode 1888-1918.
Het kiesdistrict Nijmegen was al ingesteld in 1848. De indeling van het kiesdistrict werd gewijzigd na de grondwetsherziening van 1887; tevens werd het kiesdistrict toen omgezet in een enkelvoudig district. Tot het kiesdistrict behoorden de volgende gemeenten: Groesbeek, Heumen, Millingen, Nijmegen en Ubbergen.
Het kiesdistrict Nijmegen vaardigde in deze periode per zittingsperiode één lid af naar de Tweede Kamer. 
Legenda
- vet: gekozen als lid van de Tweede Kamer.

## 6 maart 1888
De verkiezingen werden gehouden na vervroegde ontbinding van de Tweede Kamer.
|                  | 6 maart |
| ---------------- | ------- |
| Kiesgerechtigden | 2.736   |
| Opkomst          | 1.709   |
| Geldige stemmen  | 1.697   |
| Blanco stemmen   | 9       |
| Kandidaten       |         |
| A.E. Reuther     | 1.798   |
| J. de Koning     | 435     |

## 21 mei 1889
Anthonie Reuther, gekozen bij de verkiezingen van 6 maart 1888, overleed op 27 april 1889. Om in de ontstane vacature te voorzien werd een tussentijdse verkiezing gehouden.
|                    | 21 mei |
| ------------------ | ------ |
| Kiesgerechtigden   | 2.715  |
| Opkomst            | 1.524  |
| Geldige stemmen    | 1.510  |
| Blanco stemmen     | 12     |
| Kandidaten         |        |
| F.T.J.H. Dobbelman | 1.157  |
| J. de Koning       | 345    |

## 9 juni 1891
De verkiezingen werden gehouden na ontbinding van de Tweede Kamer.
|                    | 9 juni |
| ------------------ | ------ |
| Kiesgerechtigden   | 2.678  |
| Opkomst            | 1.340  |
| Geldige stemmen    | 1.322  |
| Blanco stemmen     | 12     |
| Kandidaten         |        |
| F.T.J.H. Dobbelman | 960    |
| J. de Koning       | 348    |

## 10 april 1894
De verkiezingen werden gehouden na vervroegde ontbinding van de Tweede Kamer.
|                           | 10 april |
| ------------------------- | -------- |
| Kiesgerechtigden          | 2.635    |
| Opkomst                   | 8.84     |
| Geldige stemmen           | 852      |
| Blanco stemmen            | 30       |
| Kandidaten                |          |
| F.T.J.H. Dobbelman        | 781      |
| J.P.R. Tak van Poortvliet | 57       |

## 15 juni 1897
De verkiezingen werden gehouden na ontbinding van de Tweede Kamer.
|                    | 15 juni |
| ------------------ | ------- |
| Kiesgerechtigden   | 4.904   |
| Opkomst            | 3.945   |
| Geldige stemmen    | 3.895   |
| Blanco stemmen     | 50      |
| Kandidaten         |         |
| F.T.J.H. Dobbelman | 2.778   |
| J. de Koning       | 1.117   |

## 14 juni 1901
De verkiezingen werden gehouden na ontbinding van de Tweede Kamer.
|                                  | 14 juni |
| -------------------------------- | ------- |
| Kiesgerechtigden                 | 5.703   |
| Opkomst                          | 3.824   |
| Geldige stemmen                  | 3.744   |
| Blanco stemmen                   | 80      |
| Kandidaten                       |         |
| O.F.A.M. van Nispen tot Sevenaer | 2.778   |
| H.P. de Wilde                    | 1.197   |

## 16 juni 1905
De verkiezingen werden gehouden na ontbinding van de Tweede Kamer.
|                                  | 16 juni |
| -------------------------------- | ------- |
| Kiesgerechtigden                 | 6.733   |
| Opkomst                          | 3.836   |
| Geldige stemmen                  | 3.704   |
| Blanco stemmen                   | 132     |
| Kandidaten                       |         |
| O.F.A.M. van Nispen tot Sevenaer | 2.941   |
| A.H. Gerhard                     | 763     |

## 11 juni 1909
De verkiezingen werden gehouden na ontbinding van de Tweede Kamer.
|                                  | 11 juni |
| -------------------------------- | ------- |
| Kiesgerechtigden                 | 8.363   |
| Opkomst                          | 4.618   |
| Geldige stemmen                  | 4.487   |
| Blanco stemmen                   | 131     |
| Kandidaten                       |         |
| O.F.A.M. van Nispen tot Sevenaer | 3.646   |
| F.U. Schmidt                     | 841     |

## 17 juni 1913
De verkiezingen werden gehouden na ontbinding van de Tweede Kamer.
|                                  | 17 juni |
| -------------------------------- | ------- |
| Kiesgerechtigden                 | 9.053   |
| Opkomst                          | 6.649   |
| Geldige stemmen                  | 6.574   |
| Blanco stemmen                   | 75      |
| Kandidaten                       |         |
| O.F.A.M. van Nispen tot Sevenaer | 4.439   |
| J.E.W. Duijs                     | 1.362   |
| J.E. Stork                       | 611     |
| A.R. van de Laar                 | 162     |

## 4 januari 1916
Octaaf van Nispen tot Sevenaer, gekozen bij de verkiezingen van 17 juni 1913, trad op 29 november 1915 af vanwege zijn benoeming als gezant bij de Kerkelijke Staat. Om in de ontstane vacature te voorzien werd een tussentijdse verkiezing gehouden.
|                  | 4 januari |
| ---------------- | --------- |
| Kiesgerechtigden | 9.909     |
| Opkomst          | 4.117     |
| Geldige stemmen  | 4.071     |
| Blanco stemmen   | 46        |
| Kandidaten       |           |
| M.J.C.M. Kolkman | 3.106     |
| L.M. Hermans     | 965       |

## 15 juni 1917
De verkiezingen werden gehouden na ontbinding van de Tweede Kamer.
|                  | 15 juni |
| ---------------- | ------- |
| Kiesgerechtigden | 10.432  |
| Kandidaten       |         |
| M.J.C.M. Kolkman |         |

De zeven in de vorige Tweede Kamer vertegenwoordigde partijen hadden afgesproken in elkaars kiesdistricten geen tegenkandidaten te stellen. Kolkman was derhalve de enige kandidaat; hij werd zonder nadere stemming gekozen verklaard.

## Opheffing
De verkiezing van 1917 was de laatste verkiezing voor het kiesdistrict Nijmegen. In 1918 werd voor verkiezingen voor de Tweede Kamer overgegaan op een systeem van evenredige vertegenwoordiging met kandidatenlijsten van politieke partijen.